# Međuvladina organizacija
Međuvladina organizacija (eng. intergovernmental organization, IGO) je međunarodna organizacija koju čine suverene države (oslovljavane kao države članice) ili ine međuvladine organizacije. Međuvladine organizacije često se naziva međunarodnim organizacijama, premda taj izraz uključuje i međunarodne nevladine organizacije kao što su neprofitne organizacije ili višenacionalne korporacije.
Novi oblik međunarodnih organizama su transvladine organizacije, kao što su Interparlamentarna unija i INTERPOL.

## Primjeri
- Međuvladina organizacija za međunarodni prijevoz željeznicom

## Vanjske poveznice
- MVEP